# Semisulcospira dilatata
Semisulcospira dilatata is een slakkensoort uit de familie van de Semisulcospiridae. De wetenschappelijke naam van de soort werd voor het eerst geldig gepubliceerd in 1995 door Watanabe & Nishino.